# Cabeza de apóstol (Velázquez)
La Cabeza de apóstol es un óleo pintado por Velázquez presumiblemente hacia 1619-1620 y recortado por sus cuatro lados. Se ha pensado que podría haber formado parte de un apostolado pintado por Velázquez en Sevilla, del que también formarían parte el Santo Tomás del Museo de Bellas Artes de Orleans y el San Pablo
del Museo Nacional de Arte de Cataluña (Barcelona). El cuadro se dio a conocer en 1914, cuando era propiedad del marqués de Casa Torres, ya con atribución a Velázquez. En diciembre de 2003 salió a la venta en Alcalá Subastas (Madrid) por un precio superior a los dos millones de euros, quedando sin adjudicar. En 2006 fue adquirido por el Museo del Prado que lo tiene depositado en el Museo de Bellas Artes de Sevilla.

## Historia del cuadro
Antonio Ponz (Viaje de España, 1772) mencionó en una pieza contigua a la celda prioral de la Cartuja de las Cuevas en Sevilla «varias pinturas que representan apóstoles que, si son de Velázquez, como allí quieren, puede ser que las hiciera en sus principios». Aunque Ponz no llegase a afirmar la autoría velazqueña se han hecho intentos de relacionar aquellas pinturas con los tres apóstoles conservados y con un San Simón desaparecido desde 1951, asignado por López-Rey a la escuela de Velázquez. En contra de ese posible origen debe tenerse en cuenta, además, el silencio de Francisco Pacheco, que nada dice de esas pinturas en su visita a la Cartuja de las Cuevas en 1632. También se citaban como de Velázquez dos cuadros «que representa cada uno un apóstol» en un inventario hecho en 1786 de las pinturas del convento de San Hermenegildo de Madrid con destino a su venta, cuya relación con cualquiera de las obras conservadas tampoco ha sido posible establecer.
A pesar de esa ausencia de noticias anteriores a su presentación en 1914, «la consideración como obra de Velázquez de este lienzo ha sido mayoritariamente aceptada», según Alfonso E. Pérez Sánchez, para quien no cabían dudas en su atribución aunque algunos críticos «la considerasen con un punto de interrogación». Entre estos se encuentra José López-Rey, quien tras haberla aceptado la recogió con reservas, a causa de su mal estado de conservación, al tiempo que observaba cierta semejanza entre esta cabeza (para él, con interrogante, San Pablo) y una de las cabezas pintadas por Vicente Carducho, con algo más de dibujo, en San Bruno rehusando la mitra que le ofrece el papa Urbano II (Museo del Prado).
La limpieza que se hizo al salir a la venta en 2003 permitió comprobar, no obstante, que su estado de conservación, salvado el problema del recorte sufrido en fecha indeterminada, es bueno, con sólo alguna leve pérdida en las veladuras. El pintor se valió de una preparación de color pardo oscuro, típica de la producción sevillana del joven Velázquez, y el modelado seco del rostro, con algunos toques de luz sobre la piel, en contraste con el tratamiento fluido de la barba blanca, es semejante al empleado en algunas otras pinturas de la misma época. Esa semejanza es particularmente estrecha con el San Pablo de Barcelona, cuyo modelo parece repetir aunque en posición invertida. Tras ser adquirido por el Museo del Prado figuró en la exposición Fábulas de Velázquez (2007, n.º 5), reafirmándose la autoría velazqueña por la calidad de la pintura, «de ejecución muy segura, en la que con una gran economía de tonos cromáticos su autor ha conseguido transmitir muy eficazmente una sensación de vida y energía». Para el modelo de la cabeza se apuntan ciertas semejanzas con un grabado de Werner van den Valckert –según Benito Navarrete- en el que se representa a Platón.